# Ламия
Ла́мия (лат. Lamia, др.-греч. Λάμια) — персонаж древнегреческой мифологии, распространившийся в позднейших культурах как персонаж низшей мифологии народов Европы.

## Греческая мифология
Согласно Павсанию, была дочерью Посейдона, родила от Зевса сивиллу Герофилу (Ирофилу). Когда Гера узнала, что Ламия была любовницей Зевса, то превратила её в змею, отобрав способность закрывать глаза. Чтобы заснуть, Ламия вынимает глаза и кладёт их в чашу.
По версии, видимо, историка Дурида, Ламия — дочь Бела и Ливии, которую полюбил Зевс, а Гера лишила её разума, и она убила своих детей. Ламия была царицей Ливии, любимой Зевсом и родившей ему нескольких детей. Гера из мести превратила красоту Ламии в безобразие, а детей убила. В отчаянии Ламия стала отнимать детей у матерей и съедать их заживо.
Ламия могла вернуть себе прежнюю красоту, чтобы соблазнять мужчин и съедать их заживо.
По другому сказанию, Ламия — чудовище, также называемое Сибарида; оно жило в пещере на горе Корфида, у подножия Парнаса. Её убил Эврибат из земли куретов. Она ударилась головой о выступ скалы, и там забил источник Сибарида. Поедала детей.
Пьесу Еврипида «Ламия» (где говорилось о ливийской сивилле) упоминает Лактанций.

## Позднейшая традиция
Статуи Ламий были в Риме и Греции.
В разных мифах упоминается, что ламии могут представлять собой не отдельное существо, а скопление движимых тёмной волей змей или насекомых. В других мифах упоминается, что они всё-таки имеют лицо прекрасной женщины, иногда верхнюю часть тела, но низ может принадлежать змее или пауку.
Слово «lamia» использовалось в Вульгате (латинском переводе Библии) как эквивалент еврейского имени Лилит. Слово имеет многочисленные ассоциации в фольклоре и легендах. Ламиями также назывались существа, подобные сиренам или нереидам, в баскской мифологии — Ламина.

## Ламия в культуре Нового и Новейшего времени
- В историческом фэнтезийном романе Алексея Иванова «Сердце Пармы» ламиями называют пермских ведьм-перевёртышей. Одной такой ламией является пермская княгиня Тичерть, супруга главного героя князя Михаила.

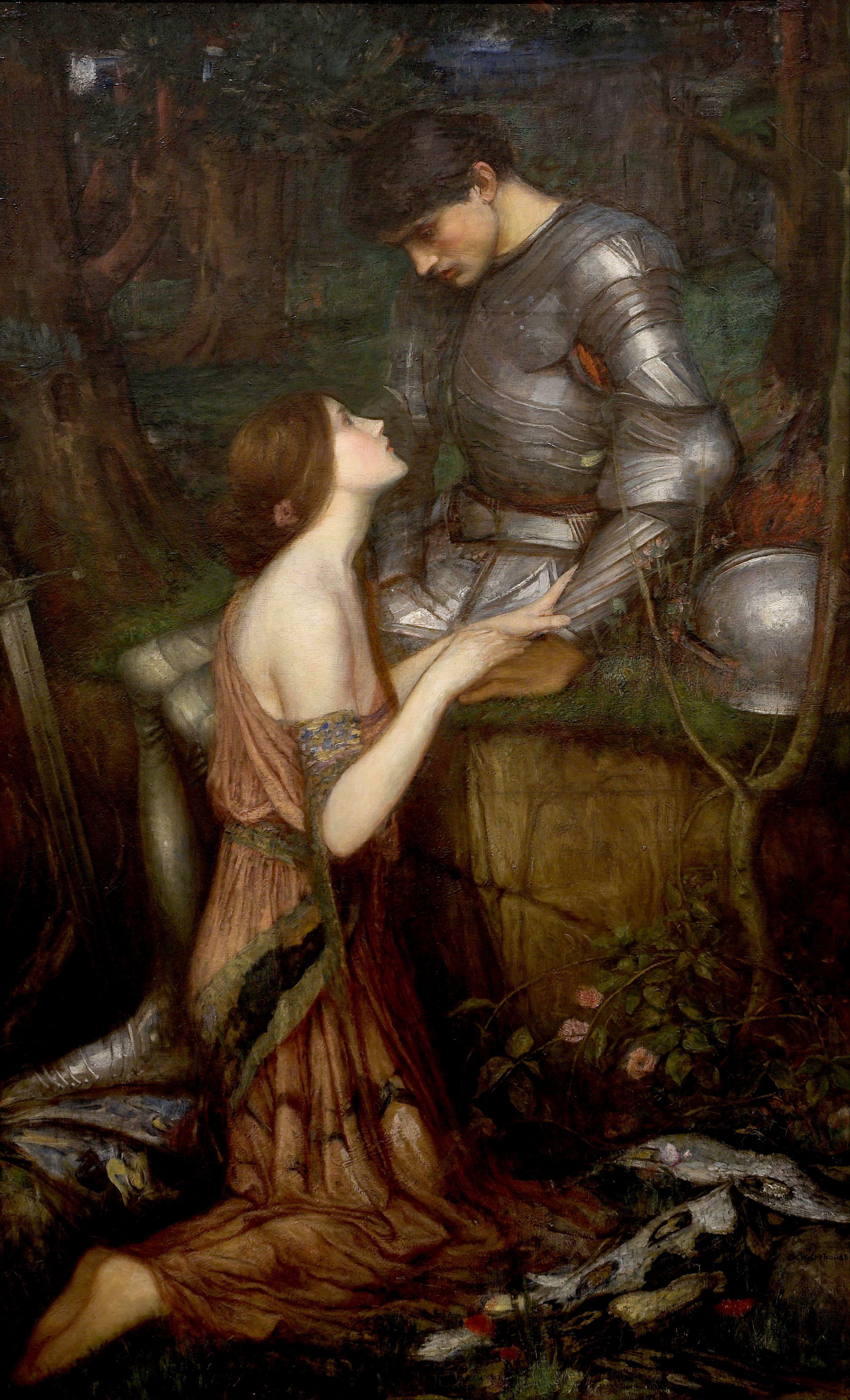
Джон Уильям Уотерхаус Ламия (1905)